# هيب هيب هيراي (فلم)
هيب هيب هيراي هو فيلم درامي رياضي هندي عام 1984 من إخراج براكاش جها وسيناريو جولزار. مثل فيه العديد من الممثلين الهنود مثل راج كيران وديبتي نافال كقائدين والمبتدئين نيخيل بهجت. كان الفيلم أول عمل للمخرج براكاش جها.

## قصه
ينتظر مهندس كمبيوتر يُدعى سانديب شودري والذي يمثل دوره ( راج كيران ) أن يبدأ وظيفته الأولى، فيتولى وظيفة مؤقتة كمدرس رياضي في مدرسة في رانشي ، حيث يقابل مدير مدرسة لا مبالي ( رام جوبال باجاج ) ويطور علاقتة مع معلم تاريخ. وفي النهاية، يقود فريق كرة القدم إلى النصر.

## الطاقم
- راج كيران في دور سانديب شودري
- ديبتي نافال في دور أنورادها روي
- ساتيش أناند
- رام جوبال باجاج بدور مدير المدرسة
- نيخيل بهجت في دور راغو
- شافي انمدار

## الأصوات المستخدمة
كان للفيلم موسيقى فانراج بهاتيا وكلمات جولزار .
- "إيك صباح إيك مود بار" - كي جي يسوداس
- "جاب كابهي مود كي دختا هون" - بوبندر وأشا بهوسل
- "هيب هيب هيب هوراي هو" - أوديت نارايان ، شايليندرا سينغ ، آشا بونسل وكورس
- "ميدان هاي ساري زينداجي" - شايليندرا سينغ
- "Aap Jaise Logon Mein" - ناندو بهندي، أنيت بينتو

## أرباح
تم عرض فيلم هيب هيب هيراي في كتاب أفيجيت غوش، 40 إعادة التقاط: كلاسيكيات بوليوود التي ربما فاتتك .

## الإنتاج
كان براكاش جها يحاول جمع الأموال لصالح فلم دامول ، لكنه فشل في العثور على ممولين بسبب موضوعه المختلف والذي كان جريئا. ثم ظهر لفيلم Hip Hip Hurray للمنتج مانموهان شيتي. أحب شيتي فكرة الفيلم الرياضي ومع طاقم الممثلين المقترح الذي ضم أنيل كابور وشبانة عزمي ، كان جها مستعدًا لإخراجه. ولكن قبل 25 يومًا من بدء التصوير ، تراجع أنيل كابور وتبعه عزمي. ثم جاء جها بطاقم مختلف قام الكاتب جولزار بكتابة السيناريو والحوار
نظرًا للميزانية الصغيرة التي كانت للفلم، تم تصوير الفلم بأكمله بكاميرا واحدة، مما أدى إلى تصوير كل لقطة ثلاث أو أربع مرات لإضفاء إحساس بزوايا متعددة.